# Nuestra Señora de la Cela
Nuestra Señora de la Cela, referida comúnmente y más conocida como Virgen de la Cela, es una de las diversas advocaciones de la Virgen María. Es la patrona de la parroquia de Baredo, en el municipio pontevedrés de Bayona donde se venera. Gracias a esto, Cela es empleado como nombre de mujer.

## Historia

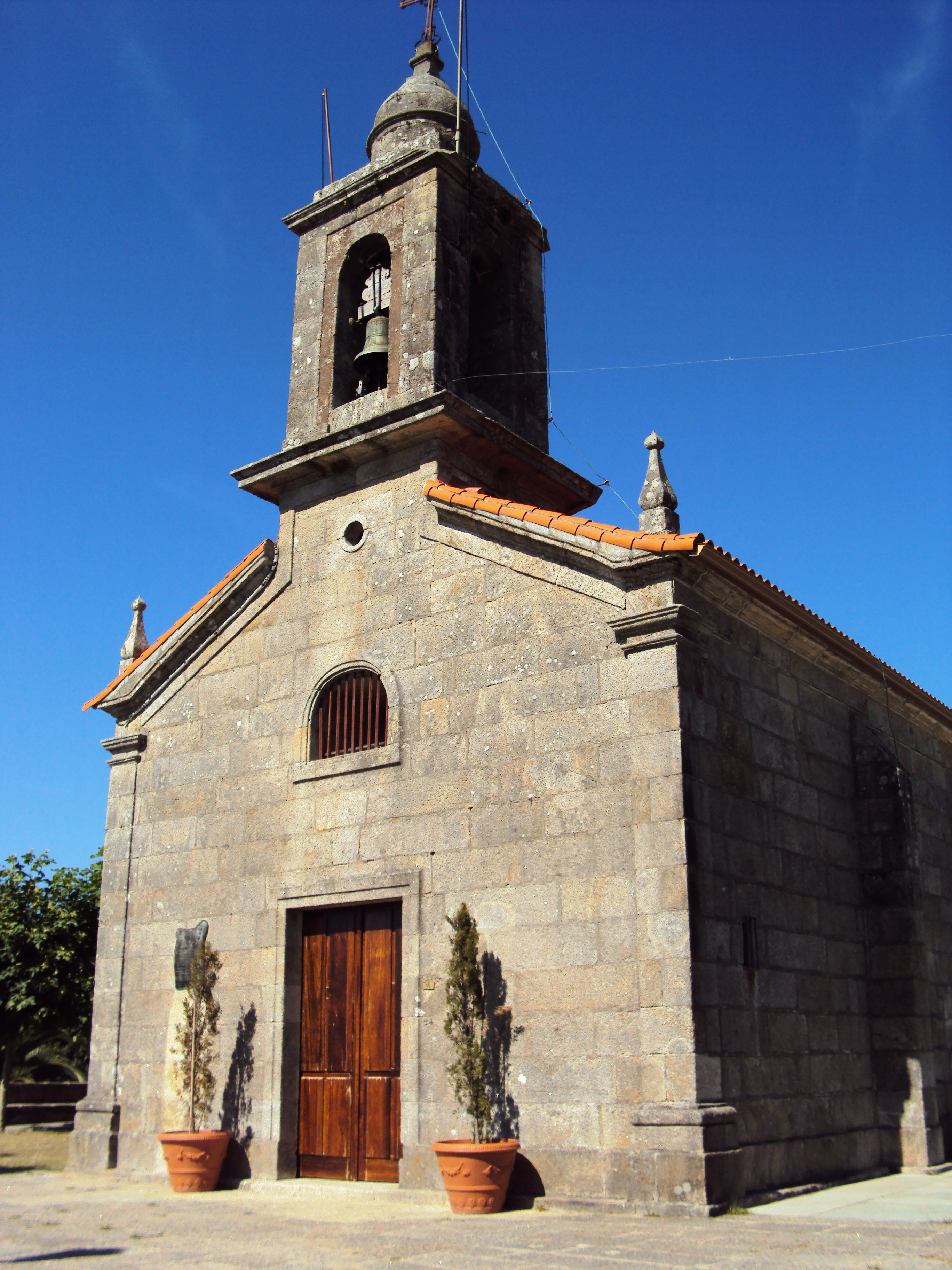
La iglesia parroquial de Santa María de Baredo, donde se encuentra la imagen de la Virgen de la Cela.

Cuando en el siglo XVI, Enrique VIII, reinaba en Inglaterra, ordenó quemar y destruir todas las estatuas religiosas en su país. Algunas fueron lanzadas al mar, impidiendo su destrucción.
Según la leyenda, unos marineros de Baredo vieron algo que brillaba entre las rocas: se trataba de una imagen de una virgen con un niño en su brazo, posiblemente de origen inglés. En seguida la cogieron y la escondieron en un lugar seguro, "A Cela”, tapada entre helechos y tojos. Corriendo, fueron a avisar a todo el pueblo, pues estaban muy emocionados, había aparecido una virgen, a la cual ya le habían puesto un nombre: “La Virgen de la Cela”, (A Virxe da Cela, en gallego). Un numeroso grupo de vecinos, se dirigió al lugar donde la habían ocultado. Allí decidieron construir una ermita para rendirle culto.
En Baredo, no había ninguna iglesia para asistir a la misa, ni cementerio. A pesar de la distancia y de las malas condiciones del trayecto, obligaron a trasladar la imagen para Baíña. Habilitaron un carro de bueyes, para hacer el viaje. Cuando llevaban un trozo de camino, los bueyes se pararon y fueron incapaces de hacerlos caminar, probando muchos métodos para que anduvieran.
Más tarde, construyeron la iglesia actual, acabada en el 1812, en la que se sigue venerando hoy en día. Y en 1810 consiguió la independencia de Baíña.
La imagen actual es moderna, ya que la antigua fue sustituida (sin que se sepa nada más de ella). De esta se dice que era de madera y pequeña, pero otros lo contradicen.
La fiesta tradicional se celebra el 25 de marzo, pero luego fue traspasada al primero fin de semana de julio.